# Mesca
Mesca, pseudonimo di Buomesca Tué Na Bangna (Bissau, 6 maggio 1993), è un calciatore guineense con cittadinanza portoghese, attaccante svincolato.

## Biografia
Anche suo fratello Bruma è un calciatore professionista.